# Džabal Saudá
Džabal Saudá je jedním z nejvyšších vrcholů Saúdské Arábie a pravděpodobně nejvyšší horou pohoří Asír. Nachází se na jihozápadě země, v provincii Asír, asi 75 km od pobřeží Rudého moře.

## Výška hory
Údaje o výšce hory se různí. V minulosti byl uváděn údaj 3133 m a Džabal Saudá byla označována za nejvyšší horu celé země. Měření SRTM uvádí výšku pouze 2985 m – v takovém případě je možné, že se na území Saúdské Arábie nachází vrchol s vyšší nadmořskou výškou. Asi nejpřesnější měření zatím provedl tým amerických nadšenců okolo Erica Gilbertsona, který určil nadmořskou výšku 2998,7 m. Stejný tým přeměřil i další vrcholy na území Saúdské Arábie a jako nejvyšší horu na základě těchto informací určil vrchol Jabal Ferwa s nadmořskou výškou 3001,8 m.

## Vrchol hory
Poblíž vrcholu se nachází vyhlídková kabinová lanovka, překonávající na délce asi 2,7 kilometrů více než tisíc výškových metrů. V okolí stanice lanovky pobíhájí tlupy divokých paviánů. K vrcholu se dá dostat i jednou z mála (v rámci Saúdské Arábie) dobře značených turistických tras. Samotný vrchol hory však není volně přístupný. Nachází se na něm oplocený a hlídaný areál s radiovysílači, nicméně od několika cestovatelů byla hlášena možnost dobytí vrcholu, jelikož brána do areálu byla otevřená a ochranka neměla s vrcholovou fotkou na balvanu, jež se nachází vlevo od brány problém a to za podmínek, že nebude focen samotný vysílač.